# Marco Motta
Marco Motta (Merate, 14 maggio 1986) è un allenatore di calcio ed ex calciatore italiano, di ruolo difensore.

## Carriera

### Club

#### Atalanta, Udinese e Torino
Inizia la sua carriera calcistica, per poi passare nelle giovanili dell'Atalanta. Esordisce in Serie A con la squadra bergamasca a 18 anni, il 9 gennaio 2005 contro la Roma. Dopo 19 presenze in maglia atalantina nel campionato 2004-2005, passa in comproprietà all'Udinese ma, nella prima stagione in Friuli, non trova molto spazio a causa di un infortunio, giocando solo 6 partite e segnando 1 rete, contro il Treviso il 16 gennaio 2006 (risultato finale 2-2). Nel campionato 2006-2007 raggiunge le 16 presenze. Nell'agosto del 2007, dopo averlo riscattato dall'Atalanta, l'Udinese lo cede in prestito al Torino, squadra nella quale colleziona 24 presenze e una rete, segnata a Bergamo il 21 ottobre 2007, in Atalanta-Torino (2-2). Nell'estate del 2008, a 22 anni, torna all'Udinese per fine prestito.

#### Roma
Dopo 14 gare giocate, il 1º febbraio 2009, la Roma lo preleva in prestito gratuito, con la possibilità di trattenerlo in comproprietà versando 3,5 milioni di euro nelle casse della società friulana. Debutta in maglia giallorossa l'8 febbraio allo stadio Olimpico, nella partita Roma-Genoa (3-0) subentrando all'infortunato Cicinho, facendo un'ottima partita e dimostrando le sue doti. Viene impiegato con continuità come terzino destro e gioca da titolare anche le partite degli ottavi di finale della Champions League contro l'Arsenal. Alla fine della stagione la Roma rileva dall'Udinese la metà del cartellino del giocatore.

#### Juventus, Catania, Bologna Genoa e Audace Cerignola

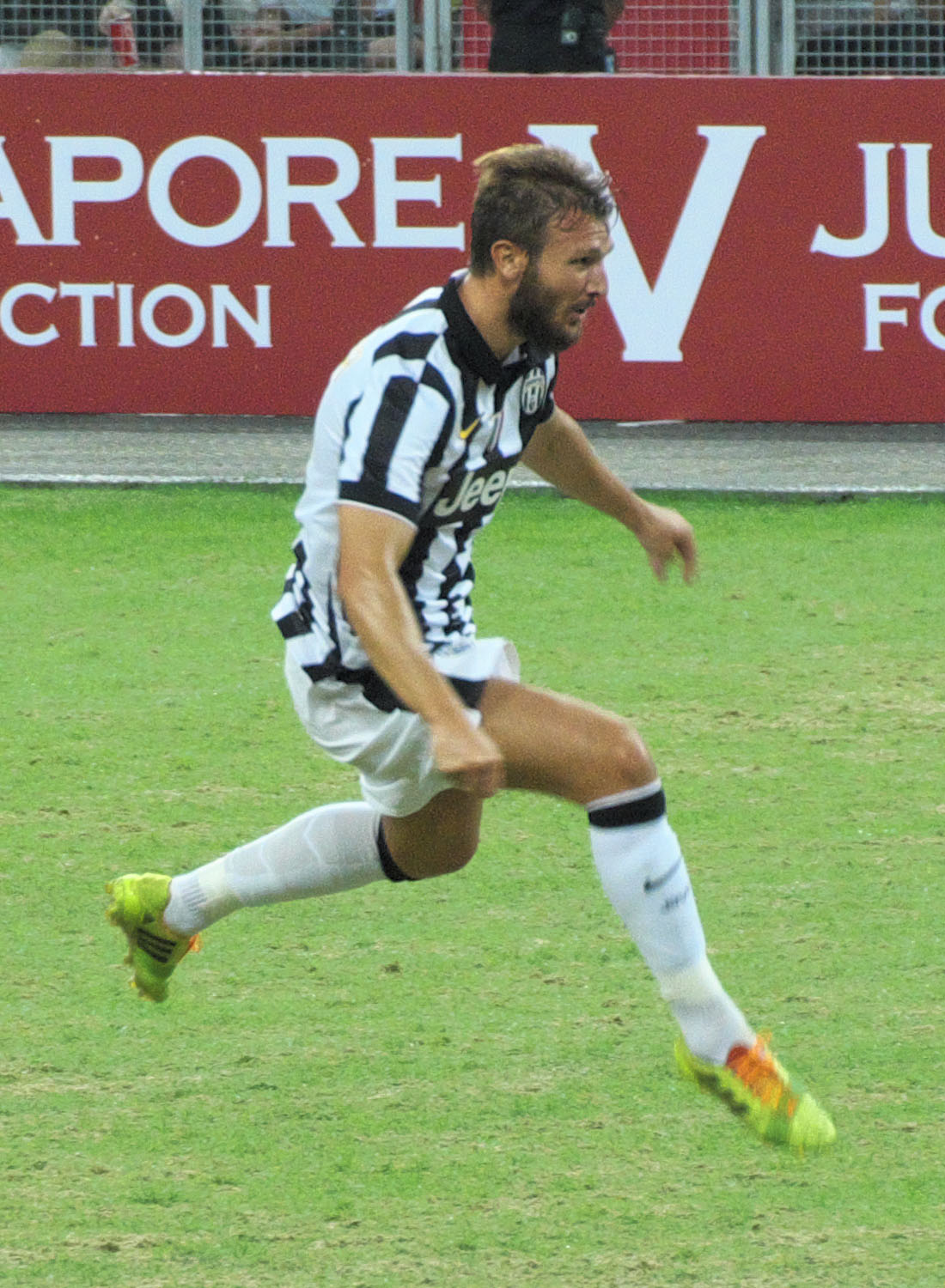
Motta in azione alla Juventus nell'estate 2014

Il 26 giugno 2010 viene riscattato dall'Udinese alle buste; tuttavia il successivo 5 luglio vi ceduto in prestito oneroso di 1,25 milioni di euro alla Juventus, con diritto di riscatto fissato a 3,75 milioni. Il 22 giugno 2011, dopo essere stato riscattato dal club piemontese pagando i 3,75 milioni all'Udinese in tre esercizi, firma un contratto quadriennale coi torinesi.
Ciò nonostante, nei mesi seguenti finisce per non rientrare nei piani del tecnico bianconero Antonio Conte, pertanto il 30 gennaio 2012 viene ceduto in prestito al Catania. Fa il suo esordio con la maglia rossazzurra il 12 febbraio 2012 in Catania-Genoa terminata 4-0. Alla fine del prestito torna a Torino. Il 19 luglio 2012 viene raggiunto l'accordo tra la Juventus e il Bologna per il suo trasferimento nella città emiliana in prestito con diritto di riscatto della metà del cartellino. Con i rossoblu segna anche una rete, il 26 febbraio 2013 nel successo sulla Fiorentina per 2-1. A fine stagione, il Bologna non esercita il diritto di riscatto e Motta si riaccasa alla Juventus. Il 23 gennaio 2014 passa in prestito con diritto di riscatto al Genoa. Fa il suo esordio con la maglia del grifone il 9 febbraio seguente, in occasione della vittoria esterna contro il Livorno.
Tornato alla Juventus per fine prestito, viene trattenuto dalla "Vecchia Signora" senza però giocare alcuna partita, sicché il 2 febbraio 2015, ultimo giorno di calciomercato, rescinde il proprio contratto con i bianconeri. Per 6 mesi sottoscrive un contratto con l'audace Cerignola in serie D. A fine stagione lascia la squadra.

#### Watford e Charlton
Il 26 gennaio 2016 firma un contratto fino a fine stagione con il Watford. Fa il suo esordio con il club inglese il 3 marzo nella vittoria interna per 1-0 contro il Fulham, a fine stagione dopo aver contribuito alla promozione del club in Premier League giocando 9 incontri non riesce a trovare un accordo per la successiva stagione rimanendo svincolato.

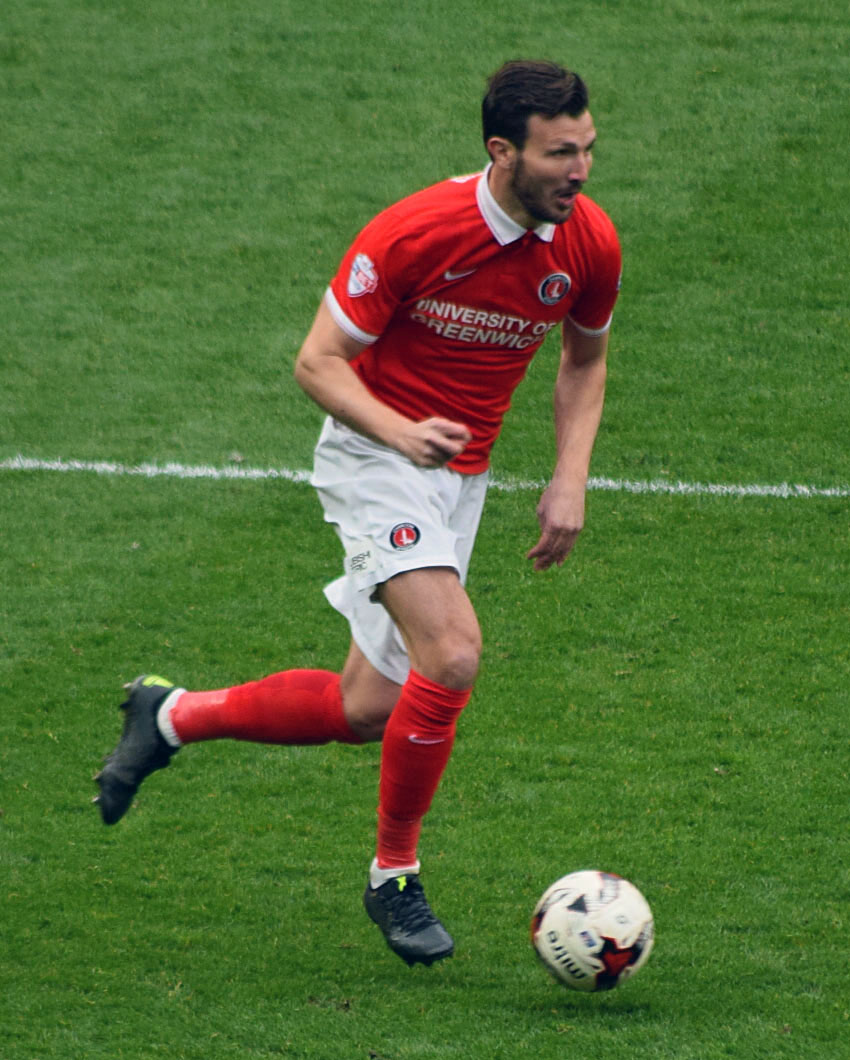
Motta in azione al Charlton nell'aprile 2016

Dopo essere rimasto svincolato, per non perdere la condizione atletica si è allenato per un periodo con il QPR. Il 12 febbraio 2016 viene ingaggiato dal Charlton, ultimo nella Championship, con il quale firma un contratto valido fino al termine della stagione. Entrato subito nello scacchiere del mister José Riga, esordisce una settimana dopo contro il Fulham, questa volta venendo però sconfitto 3-0. Chiude la stagione totalizzando 12 presenze.

#### Almería e Omonia Nicosia
Rimasto senza squadra per tutta la prima parte della stagione 2016/2017, il 31 gennaio 2017 trova un accordo con l'Almería, seconda serie spagnola. Il suo debutto avviene l'11 febbraio nella sfida col Girona, conclusa sullo 0-0. Chiude la prima stagione con 15 presenze condite da un assist. Nella stagione successiva, dopo aver giocato le prime tre gare, non viene più convocato fino a novembre, quando al rientro trova anche il suo primo gol, il 3 dicembre 2017 nella vittoria interna sul Tenerife (2-1). Segna alla fine 3 gol in 28 presenze, ma il 10 luglio 2018 decide di rescindere il contratto che lo avrebbe legato al club spagnolo fino al 2019.
Il 16 luglio 2018 firma un contratto di due stagioni con i ciprioti dell'Omonia Nicosia. Il giocatore si ritrova  a dover saltare le prime gare con il club a causa di un problema alla schiena, rimandando il suo debutto al 17 febbraio 2019 in una gara contro l'Anorthosis Famagosta. Dopo aver totalizzato solamente 8 presenze in un'intera annata, nel luglio 2019 decide di lasciare la squadra non rinnovando il contratto.

#### Persija Jakarta
Il 13 gennaio 2020 firma un contratto di un anno e mezzo con la squadra indonesiana Persija Jakarta. L'11 febbraio debutta ufficialmente con la nuova maglia in una gara del pre-campionato vinta contro il Persela Lamongan, mentre il 1⁰ marzo debutta in campionato contro il Borneo. Il 29 marzo 2021, segnerà la sua prima rete per il club, in una gara vinta per 4-0 in trasferta sul Borneo, avversari contro cui fece il proprio debutto un anno prima. Il 1⁰ aprile 2022, rescinde il contratto con il club indonesiano, rimanendo svincolato.

### Nazionale
Gioca in tutte le nazionali giovanili, ed esordisce in Nazionale Under-21 nel 2005, con il commissario tecnico Claudio Gentile. Nel 2007 viene convocato dal CT Pierluigi Casiraghi per l'Europeo Under-21 nei Paesi Bassi. Dopo l'Europeo, con l'inizio del nuovo ciclo degli azzurrini, diventa il capitano della squadra. Nel 2008, con la Nazionale Olimpica, dopo aver vinto il Torneo di Tolone, prende parte ai Giochi olimpici di Pechino, dove l'Italia viene eliminata ai quarti di finale. Il 9 settembre 2008 segna di testa, sugli sviluppi di un calcio d'angolo, il suo primo gol con l'Under-21 contro la Croazia. Nel giugno 2009 partecipa agli Europei Under-21 in Svezia, dove gli azzurrini vengono sconfitti in semifinale dalla Germania per 1-0. Viene inserito dall'UEFA nella lista dei 10 migliori giocatori della competizione.
Nel frattempo, il 22 marzo 2009 riceve la sua prima convocazione in Nazionale maggiore dal commissario tecnico Marcello Lippi, in occasione delle partite di qualificazione al Mondiale 2010 contro Montenegro e Irlanda. In entrambe le sfide viene portato in panchina, ma non esordisce. Viene convocato in Nazionale dal nuovo CT azzurro Cesare Prandelli, esordendo il 10 agosto 2010, a 24 anni, giocando titolare nell'amichevole Italia-Costa D'Avorio (0-1).

## Statistiche

### Presenze e reti nei club
Statistiche aggiornate al 16 gennaio 2022.
| Stagione               | Squadra                | Campionato             | Campionato | Campionato | Coppe nazionali | Coppe nazionali | Coppe nazionali | Coppe continentali | Coppe continentali | Coppe continentali | Altre coppe | Altre coppe | Altre coppe | Totale | Totale |
| Stagione               | Squadra                | Comp                   | Pres       | Reti       | Comp            | Pres            | Reti            | Comp               | Pres               | Reti               | Comp        | Pres        | Reti        | Pres   | Reti   |
| ---------------------- | ---------------------- | ---------------------- | ---------- | ---------- | --------------- | --------------- | --------------- | ------------------ | ------------------ | ------------------ | ----------- | ----------- | ----------- | ------ | ------ |
| 2003-2004              | Atalanta               | A                      | 0          | 0          | CI              | 0               | 0               | -                  | -                  | -                  | -           | -           | -           | 0      | 0      |
| 2004-2005              | Atalanta               | A                      | 19         | 0          | CI              | 3               | 0               | -                  | -                  | -                  | -           | -           | -           | 22     | 0      |
| Totale Atalanta        | Totale Atalanta        | Totale Atalanta        | 19         | 0          |                 | 3               | 0               |                    | -                  | -                  |             | -           | -           | 22     | 0      |
| 2005-2006              | Udinese                | A                      | 6          | 1          | CI              | 2               | 0               | UCL                | 1                  | 0                  | -           | -           | -           | 9      | 1      |
| 2006-2007              | Udinese                | A                      | 16         | 0          | CI              | 0               | 0               | -                  | -                  | -                  | -           | -           | -           | 16     | 0      |
| 2007-2008              | Torino                 | A                      | 24         | 1          | CI              | 1               | 0               | -                  | -                  | -                  | -           | -           | -           | 25     | 1      |
| 2008-feb. 2009         | Udinese                | A                      | 14         | 0          | CI              | 1               | 0               | CU                 | 5                  | 0                  | -           | -           | -           | 20     | 0      |
| Totale Udinese         | Totale Udinese         | Totale Udinese         | 36         | 1          |                 | 3               | 0               |                    | 6                  | 0                  |             | -           | -           | 45     | 1      |
| feb.-giu. 2009         | Roma                   | A                      | 13         | 0          | CI              | 0               | 0               | UCL                | 2                  | 0                  | -           | -           | -           | 15     | 0      |
| 2009-2010              | Roma                   | A                      | 16         | 0          | CI              | 3               | 0               | UEL                | 8                  | 0                  | -           | -           | -           | 27     | 0      |
| Totale Roma            | Totale Roma            | Totale Roma            | 29         | 0          |                 | 3               | 0               |                    | 10                 | 0                  |             | -           | -           | 42     | 0      |
| 2010-2011              | Juventus               | A                      | 22         | 0          | CI              | 2               | 0               | UEL                | 8                  | 0                  | -           | -           | -           | 32     | 0      |
| 2011-gen. 2012         | Juventus               | A                      | 0          | 0          | CI              | 0               | 0               | -                  | -                  | -                  | -           | -           | -           | 0      | 0      |
| gen.-giu. 2012         | Catania                | A                      | 13         | 0          | CI              | -               | -               | -                  | -                  | -                  | -           | -           | -           | 13     | 0      |
| 2012-2013              | Bologna                | A                      | 19         | 1          | CI              | 3               | 0               | -                  | -                  | -                  | -           | -           | -           | 22     | 1      |
| 2013-gen. 2014         | Juventus               | A                      | 2          | 0          | CI              | 1               | 0               | UCL                | 0                  | 0                  | SI          | 0           | 0           | 3      | 0      |
| gen.-giu. 2014         | Genoa                  | A                      | 13         | 0          | CI              | -               | -               | -                  | -                  | -                  | -           | -           | -           | 13     | 0      |
| 2014-feb. 2015         | Juventus               | A                      | 0          | 0          | CI              | 0               | 0               | UCL                | -                  | -                  | SI          | 0           | 0           | 0      | 0      |
| Totale Juventus        | Totale Juventus        | Totale Juventus        | 24         | 0          |                 | 3               | 0               |                    | 8                  | 0                  |             | 0           | 0           | 35     | 0      |
| feb.-giu. 2015         | Watford                | FLC                    | 9          | 0          | FACup+CdL       | -               | -               | -                  | -                  | -                  | -           | -           | -           | 9      | 0      |
| feb.-giu. 2016         | Charlton               | FLC                    | 12         | 0          | FACup+CdL       | -               | -               | -                  | -                  | -                  | -           | -           | -           | 12     | 0      |
| gen.-giu. 2017         | Almería                | SD                     | 15         | 0          | CR              | -               | -               | -                  | -                  | -                  | -           | -           | -           | 15     | 0      |
| 2017-2018              | Almería                | SD                     | 28         | 3          | CR              | 0               | 0               | -                  | -                  | -                  | -           | -           | -           | 28     | 3      |
| Totale Almería         | Totale Almería         | Totale Almería         | 43         | 3          |                 | 0               | 0               |                    | -                  | -                  |             | -           | -           | 43     | 3      |
| 2018-2019              | Omonia Nicosia         | AK                     | 8          | 0          | KK              | 1               | 0               | -                  | -                  | -                  | -           | -           | -           | 9      | 0      |
| gen.-giu. 2020         | Persija Jakarta        | L1                     | 2          | 0          | CI              | 0               | 0               | -                  | -                  | -                  | -           | -           | -           | 2      | 0      |
| 2020-2021              | Persija Jakarta        | L1                     | 0          | 0          | CI              | 6               | 1               | -                  | -                  | -                  | -           | -           | -           | 6      | 1      |
| 2021-2022              | Persija Jakarta        | L1                     | 17         | 1          | CI              | 0               | 0               | -                  | -                  | -                  | -           | -           | -           | 17     | 1      |
| Totale Persija Jakarta | Totale Persija Jakarta | Totale Persija Jakarta | 19         | 1          |                 | 6               | 1               |                    | 0                  | 0                  |             | 0           | 0           | 25     | 2      |
| Totale carriera        | Totale carriera        | Totale carriera        | 264        | 6          |                 | 23              | 1               |                    | 24                 | 0                  |             | 0           | 0           | 317    | 8      |

### Cronologia presenze e reti in nazionale
| Cronologia completa delle presenze e delle reti in nazionale ― Italia | Cronologia completa delle presenze e delle reti in nazionale ― Italia | Cronologia completa delle presenze e delle reti in nazionale ― Italia | Cronologia completa delle presenze e delle reti in nazionale ― Italia | Cronologia completa delle presenze e delle reti in nazionale ― Italia | Cronologia completa delle presenze e delle reti in nazionale ― Italia | Cronologia completa delle presenze e delle reti in nazionale ― Italia | Cronologia completa delle presenze e delle reti in nazionale ― Italia |
| Data                                                                  | Città                                                                 | In casa                                                               | Risultato                                                             | Ospiti                                                                | Competizione                                                          | Reti                                                                  | Note                                                                  |
| --------------------------------------------------------------------- | --------------------------------------------------------------------- | --------------------------------------------------------------------- | --------------------------------------------------------------------- | --------------------------------------------------------------------- | --------------------------------------------------------------------- | --------------------------------------------------------------------- | --------------------------------------------------------------------- |
| 10-8-2010                                                             | Londra                                                                | Italia                                                                | 0 – 1                                                                 | Costa d'Avorio                                                        | Amichevole                                                            | -                                                                     |                                                                       |
| Totale                                                                |                                                                       | Presenze                                                              | 1                                                                     |                                                                       | Reti                                                                  | 0                                                                     |                                                                       |

| Cronologia completa delle presenze e delle reti in nazionale ― Italia olimpica | Cronologia completa delle presenze e delle reti in nazionale ― Italia olimpica | Cronologia completa delle presenze e delle reti in nazionale ― Italia olimpica | Cronologia completa delle presenze e delle reti in nazionale ― Italia olimpica | Cronologia completa delle presenze e delle reti in nazionale ― Italia olimpica | Cronologia completa delle presenze e delle reti in nazionale ― Italia olimpica | Cronologia completa delle presenze e delle reti in nazionale ― Italia olimpica | Cronologia completa delle presenze e delle reti in nazionale ― Italia olimpica |
| Data                                                                           | Città                                                                          | In casa                                                                        | Risultato                                                                      | Ospiti                                                                         | Competizione                                                                   | Reti                                                                           | Note                                                                           |
| ------------------------------------------------------------------------------ | ------------------------------------------------------------------------------ | ------------------------------------------------------------------------------ | ------------------------------------------------------------------------------ | ------------------------------------------------------------------------------ | ------------------------------------------------------------------------------ | ------------------------------------------------------------------------------ | ------------------------------------------------------------------------------ |
| 21-5-2008                                                                      | Tolone                                                                         | Costa d'Avorio olimpica                                                        | 0 – 2                                                                          | Italia olimpica                                                                | Torneo di Tolone 2008 - 1º turno                                               | -                                                                              |                                                                                |
| 25-5-2008                                                                      | Tolone                                                                         | Italia olimpica                                                                | 2 – 0                                                                          | Stati Uniti olimpica                                                           | Torneo di Tolone 2008 - 1º turno                                               | -                                                                              |                                                                                |
| 27-5-2008                                                                      | Tolone                                                                         | Italia olimpica                                                                | 0 – 0 dts (5 - 4 dcr)                                                          | Giappone olimpica                                                              | Torneo di Tolone 2008 - Semifinale                                             | -                                                                              |                                                                                |
| 22-7-2008                                                                      | Pistoia                                                                        | Italia olimpica                                                                | 1 – 1                                                                          | Romania under 21                                                               | Amichevole                                                                     | -                                                                              | 46’                                                                            |
| 10-8-2008                                                                      | Qinhuangdao                                                                    | Italia olimpica                                                                | 3 – 0                                                                          | Corea del Sud olimpica                                                         | Olimpiadi 2008 - 1º turno                                                      | -                                                                              |                                                                                |
| 16-8-2008                                                                      | Pechino                                                                        | Italia olimpica                                                                | 2 – 3                                                                          | Belgio olimpica                                                                | Olimpiadi 2008 - Quarti di finale                                              | -                                                                              | 81’                                                                            |
| Totale                                                                         |                                                                                | Presenze                                                                       | 6                                                                              |                                                                                | Reti                                                                           | 0                                                                              |                                                                                |

## Palmarès

### Club
- Supercoppa italiana: 1

Juventus: 2013
- Menpora Cup: 1

Persija Jakarta: 2021

### Nazionale
- Torneo di Tolone: 1

2008

### Individuale
- Selezione UEFA dell'Europeo Under-21: 1

Svezia 2009